# Église Saint-Jean-Marie-Vianney de la Buisserate
L'église Saint-Jean-Marie-Vianney est une église catholique située dans le quartier de la Buisserate (parfois écrit Buisseratte) à Saint-Martin-le-Vinoux, dans le département français de l'Isère.

## Historique
En 1950, la communauté catholique de Saint-Martin-le-Vinoux est dynamique et en pleine croissance ; la messe  à la Buisserate est célébrée dans une chapelle exiguë et même dans un wagon de chemin de fer !  Sous l’impulsion du Père Auguste Meyer, les Saint-martiniers financent entièrement la construction d’une nouvelle église, certains participent eux-mêmes au chantier. 
Pour cette église qu’il souhaite « simple, modeste et belle », le Père Auguste Meyer choisit des artistes novateurs : 
- le jeune architecte Jean Cognet, qui écrira en 2000 : «j’ai réalisé une première église à Saint-Martin-le-Vinoux, ma ville natale, en 1958. J’étais encore étudiant architecte. Cette église est entièrement en béton brut de décoffrage. J’ai essayé de faire passer un certain esprit de simplicité et de rigueur» ;
- la peintre Élisabeth Meyer, qui travaille à Moly-Sabata ; elle invente une technique de "fresque sur béton" ;
- le maître verrier Jacques Loire, qui conçoit les vitraux en dalle de Boussois.

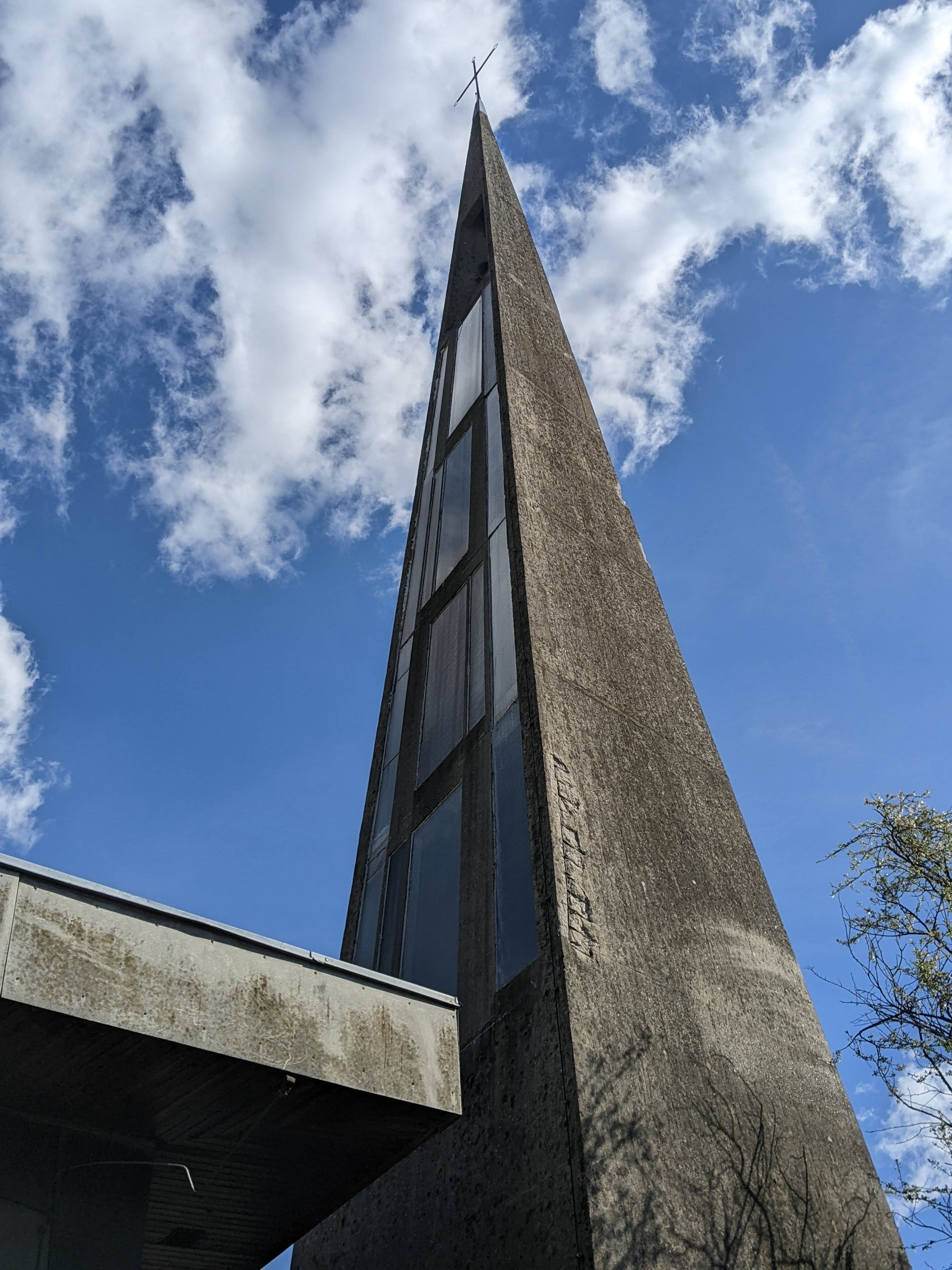
église de la Buisserate, vue extérieure du clocher en mars 2023.

Le mobilier liturgique, dessiné par Jean Cognet, est réalisé par des artisans locaux, en particulier l’entreprise Corréard, les frères Foglia… 
Cet ensemble remarquable témoigne du renouveau de l’art sacré d’après-guerre.

## Situation actuelle
Le conseil paroissial a choisi en mai 2021 l’arrêt des activités dans cette église et ses salles annexes, et se déclare favorable à sa cession. L’église est actuellement désaffectée : aucun culte n’y est célébré depuis 2021.
Compte tenu de la place importante de cette église dans l’histoire de ce quartier et de son intérêt  patrimonial, l’association laïque « les Amis de l’église de la Buisserate » a été créée en 2022 avec un double objectif : préserver son patrimoine architectural et artistique, et promouvoir sa vocation d’accueil et de rencontre.
Le département de l'Isère a proposé le label "patrimoine en Isère" pour cette église. 
Une demande de protection au titre des monuments historiques est en cours ; la Commission Régionale du Patrimoine et de l’Architecture de la région Auvergne-Rhône-Alpes a validé la demande d'inscription de cette église au titre des monuments historiques. 
À ce jour, l’église reste fermée, et les visites sont temporairement interdites.